# Homoneura leveri
Homoneura leveri är en tvåvingeart som beskrevs av Malloch 1940. Homoneura leveri ingår i släktet Homoneura och familjen lövflugor. Inga underarter finns listade i Catalogue of Life.